# Gadudero
Gadudero is een bestuurslaag in het regentschap Pati van de provincie Midden-Java, Indonesië. Gadudero telt 2209 inwoners (volkstelling 2010).